# Aktorka (film 1943)
Aktorka (ros. Актриса, Aktrisa) – radziecka komedia romantyczna z 1943 roku w reżyserii Leonida Trauberga.

## Obsada
- Boris Baboczkin jako Piotr Markow
- Galina Siergiejewa jako aktorka Zoja Strielnikowa
- Michaił Żarow jako artysta Żarow
- Zinaida Morska jako Agafja Łukiniczna
- Władimir Gribkow jako Anatolij Obolenski
- Konstantin Sorokin jako Zajcew
- Władimir Szyszkin jako Szurik
- Nikołaj Tiemiakow jako dyrektor teatru
- Jurij Korszun